# Alan Baumgarten
Alan Baumgarten (Los Angeles, Califórnia, 1 de fevereiro de 1957) é um montador americano. Como reconhecimento, foi nomeado ao Oscar 2014 na categoria de Melhor Edição por American Hustle.